# Museo del Granito

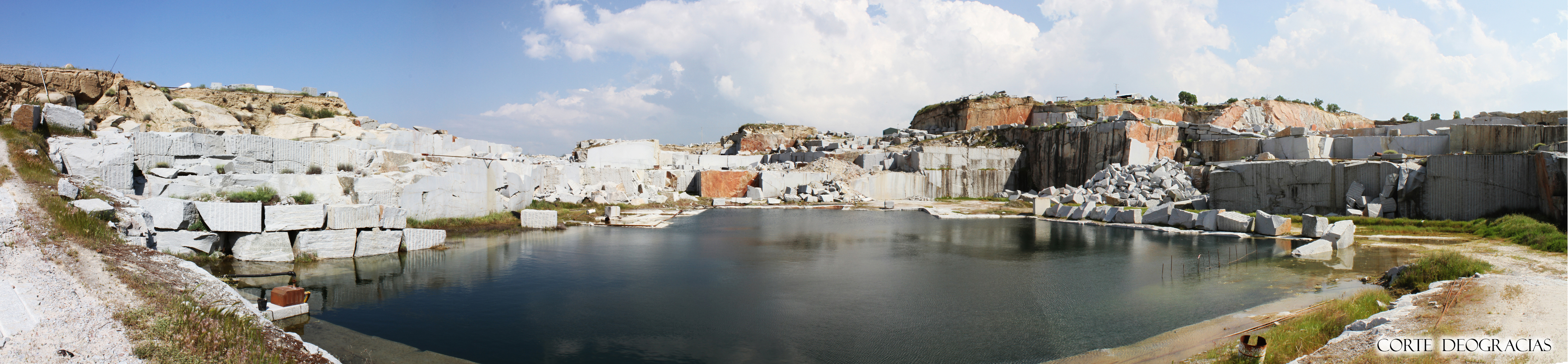
Vista de una de las canteras de granito de Quintana.

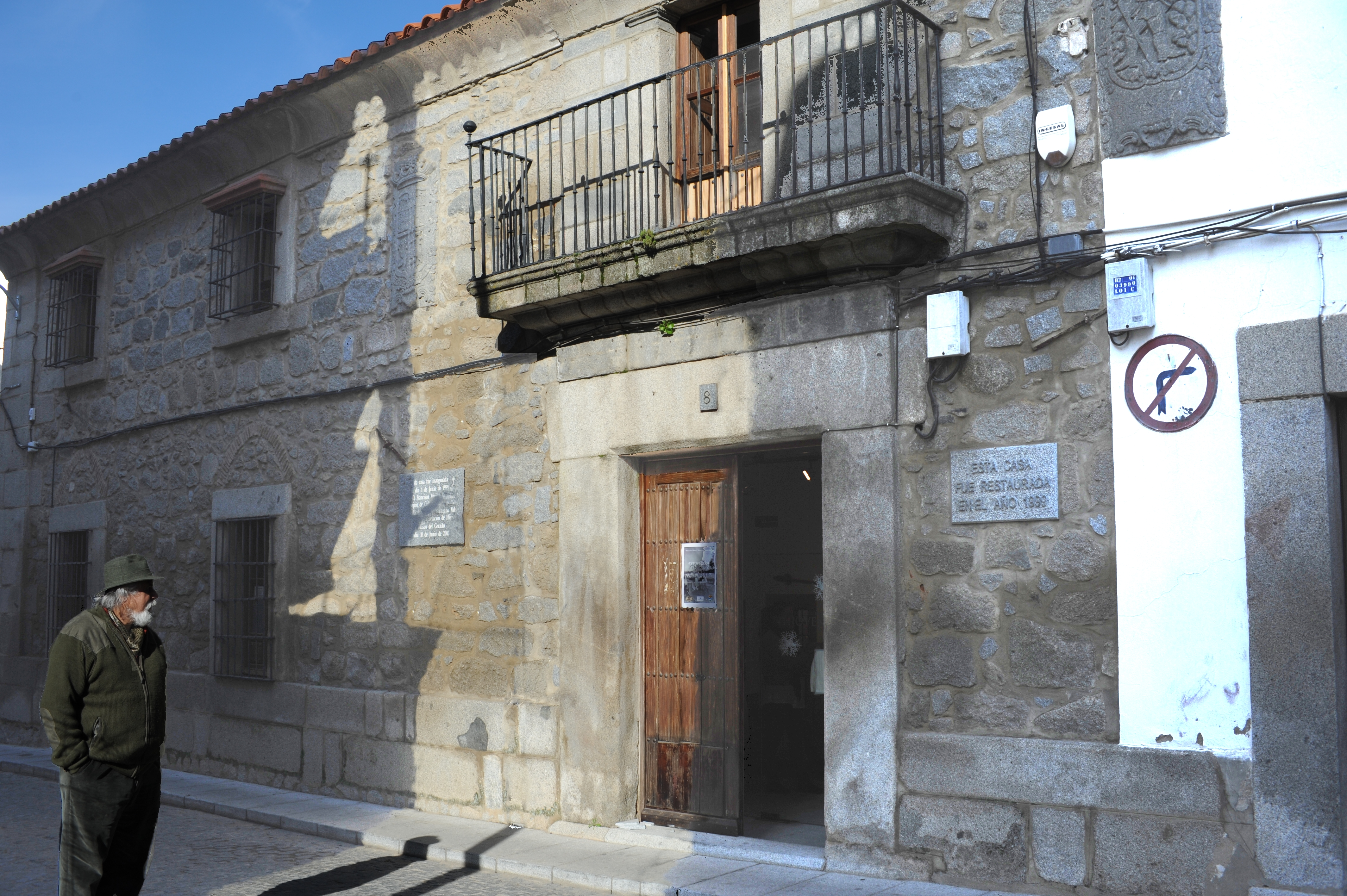
Museo del Granito

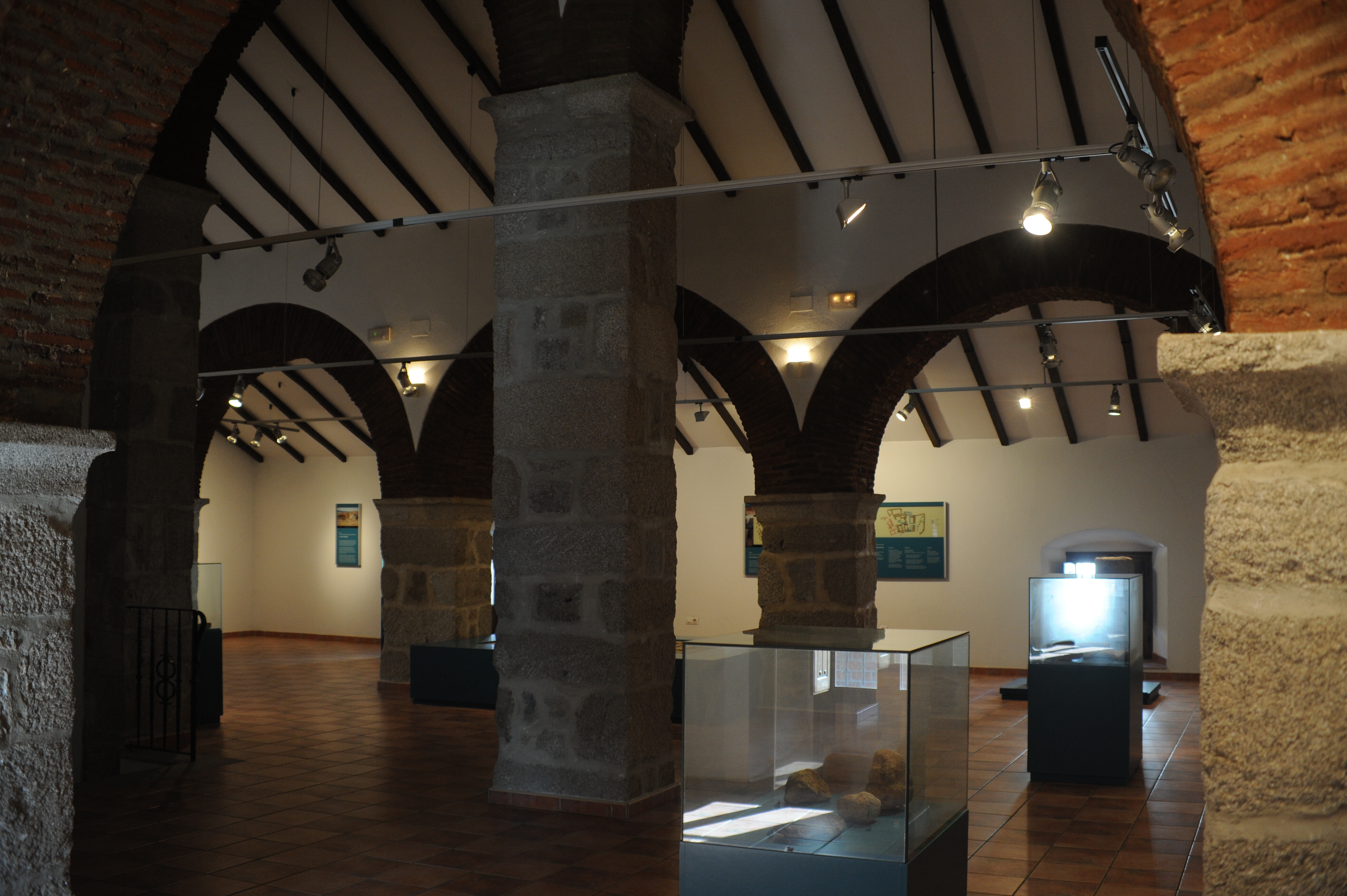
Interior del Museo del Granito

El Museo del Granito de Quintana de la Serena (Extremadura, España), Ciudad del Granito, muestra una exposición de materiales y cartelas introductorias y explicativas acerca de la geología del granito, la extracción, la transformación, los usos; así como herramientas antiguas y modernas utilizadas por los canteros y un muestrario representativo de granitos comarcales, regionales y nacionales, etc. Pertenece a la red de Museos de Identidad de Extremadura.
A través de su recorrido el visitante comprenderá lo que el granito ha significado para los habitantes del pueblo, su historia y la importancia que el granito ha tenido en La Serena con el paso de las distintas generaciones. De esta forma el Museo del Granito logra transmitir los conocimientos sobre este material en su amplia concepción, ya que esta actividad envuelve los diversos sectores económicos, sociales y culturales de la localidad, siendo su principal seña de identidad.
Además del museo del granito, el edificio también acoge en la planta superior el centro de interpretación del yacimiento arqueológico de Hijovejo, donde se muestra a través de cartelas y de material arqueológico expuesto, una explicación sobre la fortaleza romana de Hijovejo, y su importancia en el proceso de romanización de Extremadura, mostrando cerámica, aras votivas, columnas, herramientas... y una maqueta a escala del yacimiento.

## Ubicación
El museo se encuentra ubicado en la antigua posada de Quintana de la Serena. Esta casa de construcción tradicional de Quintana, edificada entre finales del siglo XVII y principios del siglo XVIII, es uno de los mejores exponentes de arquitectura solariega de la comarca de La Serena. El dintel de la portada, ventanales, balconada, aleros, sillares del zócalo y de esquina son de cantería, de granito gris-Quintana.